# Catrine Bengtsson
Catrine Bengtsson (Gotemburgo, 21 de septiembre de 1969) es una deportista sueca que compitió en bádminton, en las modalidades individual, dobles y dobles mixto.
Ganó una medalla de oro en el Campeonato Mundial de Bádminton de 1993 y tres medallas en el Campeonato Europeo de Bádminton, en los años 1992 y 1994.
Participó en dos Juegos Olímpicos de Verano, en los años 1992 y 1996, ocupando el quinto lugar en Barcelona 1992, en la prueba de dobles.

## Palmarés internacional
| Campeonato Mundial | Campeonato Mundial       | Campeonato Mundial | Campeonato Mundial |
| Año                | Lugar                    | Medalla            | Prueba             |
| ------------------ | ------------------------ | ------------------ | ------------------ |
| 1993               | Birmingham (Reino Unido) | Medalla de oro     | Dobles mixto       |
| Campeonato Europeo |                          |                    |                    |
| Año                | Lugar                    | Medalla            | Prueba             |
| 1992               | Glasgow (Reino Unido)    | Medalla de bronce  | Dobles             |
| 1994               | Den Bosch (Países Bajos) | Medalla de oro     | Dobles mixto       |
| 1994               | Den Bosch (Países Bajos) | Medalla de plata   | Individual         |